# Соломуново слово
Соломуново слово је приповијетка јеврејског писца Исака Самоковлије. Приповијетка коју је написао говори о томе како богати никада нису задовољни и увијек хоће још, и сматрају да неко нешто има боље од њих макар тај неко био и сиромах. Док сиромашни и честити људи цијене све што имају и никада се не жале. 

## Тема
Тема ове приповијетке је живот Самуела и Саруче као и борба за опстанак и преживљавање зиме.

## Порука
Једне од порука које се могу издвојити из ове приповијетке су:
- Добро се добрим враћа.
- Једина разлика између сиромаха и богаташа је што се сиромах нада следећем оброку док је богаташ заокупљен претходним.

## Ликови
Главни ликови приповијетке су Самуел (слаб, већ помало стар човјек, не много сигуран у себе), Саруча (брижна мајка, веома часна и добра жена, пуна саосјећања и вјере у Бога), Ципура и трговац Маира (похлепни, само им је стало до њиховог сина и све ће урадити само да он преживи макар то значило и убити туђе дијете).